# SHISA4
SHISA4 (англ. Shisa family member 4) – білок, який кодується однойменним геном, розташованим у людей на короткому плечі 1-ї хромосоми.  Довжина поліпептидного ланцюга білка становить 197 амінокислот, а молекулярна маса — 21 522.
| 10         |  | 20         |  | 30         |  | 40         |  | 50         |
| ---------- |  | ---------- |  | ---------- |  | ---------- |  | ---------- |
| MPPAGLRRAA |  | PLTAIALLVL |  | GAPLVLAGED |  | CLWYLDRNGS |  | WHPGFNCEFF |
| TFCCGTCYHR |  | YCCRDLTLLI |  | TERQQKHCLA |  | FSPKTIAGIA |  | SAVILFVAVV |
| ATTICCFLCS |  | CCYLYRRRQQ |  | LQSPFEGQEI |  | PMTGIPVQPV |  | YPYPQDPKAG |
| PAPPQPGFIY |  | PPSGPAPQYP |  | LYPAGPPVYN |  | PAAPPPYMPP |  | QPSYPGA    |

A: Аланін

C: Цистеїн

D: Аспарагінова кислота

E: Глутамінова кислота

F: Фенілаланін

G: Гліцин

H: Гістидин

I: Ізолейцин

K: Лізин

L: Лейцин

M: Метіонін

N: Аспарагін

P: Пролін

Q: Глутамін

R: Аргінін

S: Серин

T: Треонін

V: Валін

W: Триптофан

Задіяний у такому біологічному процесі як поліморфізм. 
Локалізований у мембрані.